# Het Nieuwe Lyceum (Hilversum)
Het Nieuwe Lyceum is een voormalige middelbare school in het Noord-Hollandse Hilversum, opgericht in 1935.

## Geschiedenis
Veel ouders in de jaren dertig waren ontevreden met het bestaande scholenbestand, waar de lessen vooral op politieke en godsdienstige overtuigingen waren gebaseerd, en zochten naar nieuwe vormen van onderwijs. In navolging van onder meer Het Baarnsch Lyceum en het Amsterdams Lyceum werd ook in Hilversum een nieuwe middelbare school opgericht. Het Nieuwe Lyceum begon op 1 september 1935 als particuliere daltonschool met twee klassen van in totaal 29 leerlingen. Het eerste schoolgebouw was gevestigd aan de Violenstraat.
Ondanks enige tegenwerking door de overheid (door de stopwet van 1923 kreeg het lyceum geen subsidie en vanwege het daltononderwijs ook geen toestemming eindexamens af te nemen) groeide de school gestaag, en in 1938 verhuisde men naar een groter gebouw aan de Geraniumstraat.

## Oorlogsjaren

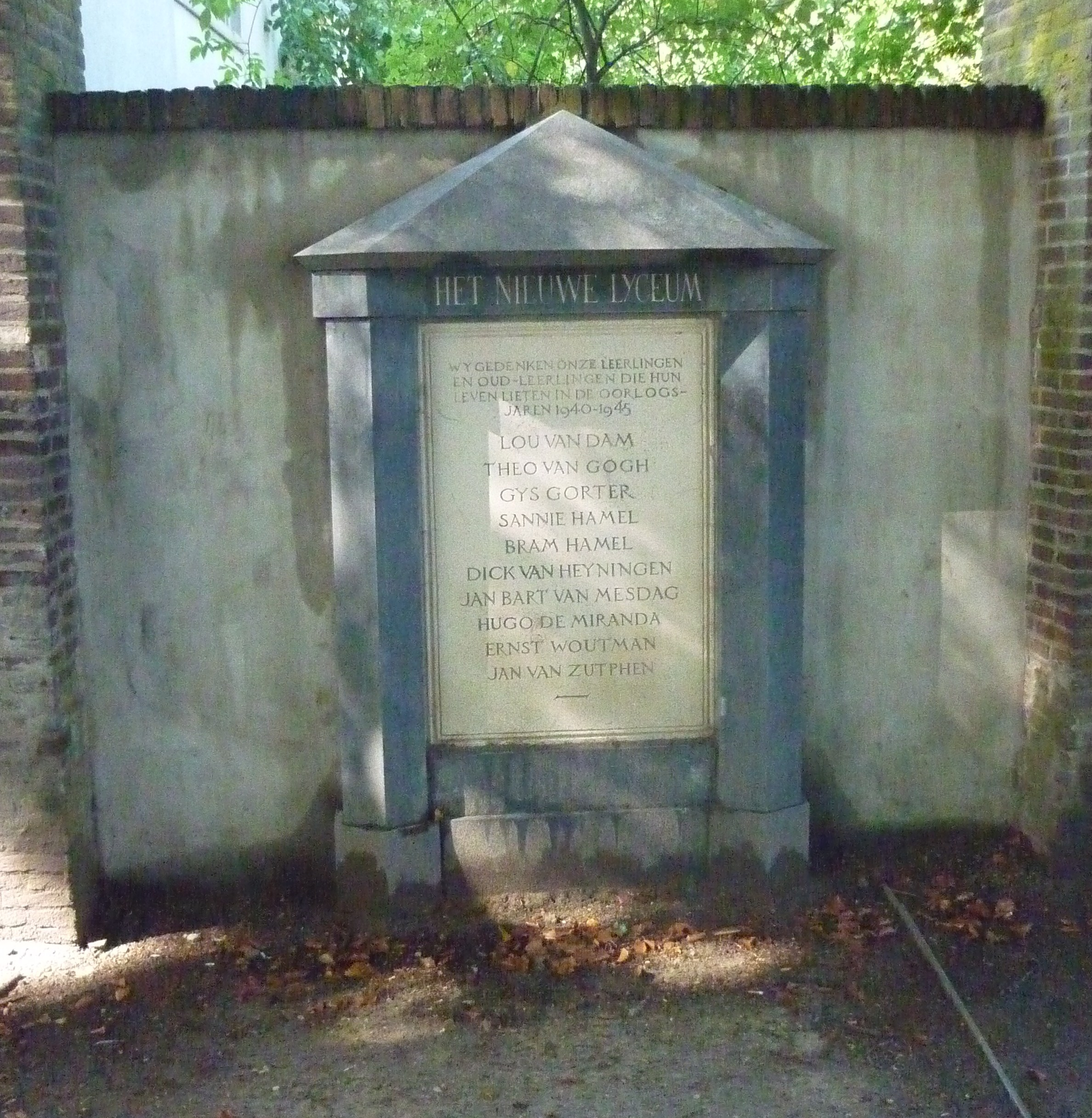

Tijdens de Tweede Wereldoorlog werd het pand door de Duitse bezetter gevorderd, en de lessen werden voortgezet in onder meer de bibliotheek en een restaurant. 
Plaquette
In de school werd in 1948 een plaquette onthuld om de leerlingen te herdenken die de oorlog niet overleefden. Later werd het verplaatst naar het schoolgebouw aan de Witte Kruislaan en nu bevindt het zich op de voormalige begraafplaats Gedenkt te Sterven achter de Grote Kerk. Op de plaquette staat:
Wij gedenken onze leerlingen en oud-leerlingen die hun leven lieten in de oorlogsjaren 1940-1945
Lou van Dam - Theo van Gogh - Gys Gorter 
 Sannie Hamel - Bram Hamel - Dick van Heyningen 

Jan Bart van Mesdag - Hugo de Miranda 
 Ernst Woutman - Jan van Zutphen
Op diezelfde begraafplaats staat ook een monument met een steen uit concentratiekamp Mauthausen, meegenomen door Bill Minco die daar in de steengroeve heeft moeten werken.

## Na de oorlog
In 1955 werd uiteindelijk een nieuw schoolgebouw, ontworpen door architectenbureau Cuypers, geopend aan de Witte Kruislaan.
Enkele jaren later fuseerde het Lyceum met de MMS Godelinde. In 1992 fuseerde Het Nieuwe Lyceum met de Gooilandmavo uit Bussum en de Scholengemeenschap De Rading uit Hilversum onder gelijktijdige verplaatsing naar Almere-Buiten. De naam van de nieuwe school werd Oostvaarders College, school voor gymnasium, vwo, havo en vmbo.

## Bekende oud-leerlingen
- Paul Biegel
- Marc Disselhoff
- Trudy Libosan
- Linda de Mol
- Bibian Mentel
- Rolf Thung
- Hans Wagener
- Helmert Woudenberg
- Theo van Gogh